# Ipséité (chanson)
Ne doit pas être confondu avec l'album de Damso qui porte ce titre, voir à ce sujet l'article sur Ipséité (album).
Singles de Damso
Fais-moi un vie
(2018) Smog
(2018)
Pistes de Lithopédion
William
(16) Humains
(Bonus Track)
Ipséité est une chanson du rappeur belge Damso extraite du troisième album studio, intitulé Lithopédion. Le titre est sorti en tant que premier single de l'album le 27 avril 2018.
Le single connaît le succès à sa sortie et est certifié single de diamant en France.

## Historique
Damso sort ce nouveau titre le 28 avril 2018 afin de marquer le premier anniversaire de la sortie de son album du même nom : Ipséité. Par la même occasion, l'artiste bruxellois en a profité pour dévoiler les dates de sa prochaine tournée qui se déroule en 2018 : le Lithopédion Tour.
On apprend par la suite que ce morceau figure en tant que dernier titre et titre bonus de son troisième album Lithopédion, sorti le 15 juin 2018.
Il est certifié single d'or en France, moins de deux mois après sa sortie, par le SNEP. Le titre est certifié single de platine en France par le SNEP en octobre 2018 avec plus de 30 millions de streams. En mai 2020, il est certifié single de diamant avec plus de 50 millions équivalents streams.

## Classements

### Classements hebdomadaires
| Classements                             | Meilleure position |
| --------------------------------------- | ------------------ |
| France (SNEP)                           | 1                  |
| Belgique (Wallonie Ultratop 50 Singles) | 2                  |
| Suisse (Schweizer Hitparade)            | 26                 |
| Suisse (Charts Romandie)                | 14                 |

### Classements annuels
| Classement (2018)            | Position |
| ---------------------------- | -------- |
| France (SNEP)                | 31       |
| Belgique (Wallonie Ultratop) | 72       |

## Certifications et ventes
| Région                                                                                                 | Certification | Ventes/Streams                  |
| --- | ------------- | ------------------------------- |
| France (SNEP)                                                                                          | Diamant       | 50 000 000 d'équivalent streams |
| *Ventes selon la certification ^Mise en rayon selon la certification xNon précisé par la certification |               |                                 |